# Distretto di Okny
Il distretto di Okny (in ucraino Окнянський район?, Oknjans'kyj rajon) era un distretto dell'Ucraina situato nell'oblast' di Odessa; aveva per capoluogo Okny. La popolazione era di 20.216 persone (stima del 2015). Il distretto fu costituito nel 1923 ed è stato soppresso in seguito alla riforma amministrativa del 2020. Fino al 2016 il distretto era conosciuto come Distretto di Krasni Okni (in ucraino Красноокнянський район?, Krasnooknjans'kyj rajon).